# Leptoderris brachyptera
Leptoderris brachyptera är en ärtväxtart som först beskrevs av George Bentham, och fick sitt nu gällande namn av Stephen Troyte Dunn. Leptoderris brachyptera ingår i släktet Leptoderris och familjen ärtväxter. IUCN kategoriserar arten globalt som livskraftig. Inga underarter finns listade i Catalogue of Life.